# Carex atrofuscoides
Carex atrofuscoides är en halvgräsart som beskrevs av Kun Tsun Fu. Carex atrofuscoides ingår i släktet starrar, och familjen halvgräs. Inga underarter finns listade i Catalogue of Life.